# لوبياء ظفرية
اللُوبِيَاء الظفرية اللُوبِيَاء أو الدجر في الفصيح أو دَجْر كَتْجَان نوع نباتي عشبي يتبع جنس اللوبياء.

## الوصف النباتي
نبات حولي ينتمي إلى الفصيلة البقولية.

## الأهمية الطبية
تفيد قرون اللوبياء ولا سيما الخضراء الطازجة في تخفيض السكر في الدم. ويمكن تناول القرون الجافة كمشروب شاي يفيد في الاستسقاء وتجمع الماء في الجسم ولا سيما القدمين. كما يفيد في عرق النسا والروماتيزم المزمن وتراكم حمض البول ويفيد في القرحة وتقرح الجلد. ومسحوق القرون لو نقع في ماء يوضع على حب الشباب أو الإكزيما فيفيدهما.